# Winchester (Illinois)
Winchester je grad u američkoj saveznoj državi Ilinois. Prema popisu stanovništva iz 2010. u njemu je živjelo 1593 stanovnika.